# Європейська хартія регіональних мов
Європейська хартія регіональних мов або мов меншин (ЄХРМ) — (англ. European Charter for Regional or Minority Languages) ухвалена у Страсбурзі 5 листопада 1992 року. Метою Хартії є «захист і розвиток історичних регіональних мов і мов меншин у Європі».
В Україні хартія ратифікована законом від 15 травня 2003 року, який набув чинності 10 червня. Положення документа застосовуються до мов 13 національних меншин в Україні: білоруської, болгарської, гагаузької, грецької, єврейської (новоіврит), кримськотатарської, молдавської (румунська мова), німецької, польської, російської, румунської, словацької й угорської.
Водночас найбільше закордонних українців проживає (станом на 29 жовтня 2019 року) в Росії (від 1,93 млн до 10 млн), США (від 892 992 до 1,5 млн осіб), Канаді (1 209 085 осіб), Бразилії (500 тисяч), Казахстані (333 тисячі), Молдові (477 тисяч), Аргентині (250-300 тисяч), Білорусі (159 тисяч), Німеччині (123,3 тисячі) тощо. З них лише шість (Боснія і Герцеговина, Польща, Румунія, Сербія, Словаччина, Хорватія) заявили про застосування положення хартії на українську мову як на регіональну або міноритарну мову у їх державі.

## Основні поняття Хартії

### Регіональна мова або мова меншин
Хартія (частина I, стаття 1) визначає:
а. «регіональні мови або мови меншин» (regional or minority languages) це є:

I. традиційно використовувані на визначеній території Держави громадянами держави, які утворюють групу, меншу, в порівнянні з рештою населення Держави, та 

II. відмінні від офіційної мови (мов) даної Держави;
за винятком діалектів офіційної мови (мов) даної Держави або мов мігрантів

i. traditionally used within a given territory of a State by nationals of that State who form a group numerically smaller than the rest of the State's population; and 
У Пояснювальній доповіді до Хартії дається таке роз'яснення (параграф 18):

Замість інших висловів, таких як «менш поширені мови», Хартія обрала термін «регіональні мови або мови меншин». Прикметник «регіональний» означає мови, використовувані на обмеженій території держави, в рамках якої, проте, люди, що говорять цією мовою, можуть становити більшість громадян. Термін «меншина» належить до ситуацій, у яких або мова використовується людьми, які не проживають компактно на якій-небудь певній території держави, або, хоч і проживають компактно на визначеній території, складають меншину стосовно населення даного регіону, яке спілкується мовою більшості даної держави.

### Територія
b. «Територія, на якій використовується регіональна мова або мова меншини» означає географічну територію, на якій вказана мова є засобом спілкування для такої кількості людей, яка виправдовує заходи з розвитку і захисту, вказані в даній Хартії.

### Територіальна база
В офіційній (англомовній) версії Пояснення до Хартії зазначається:

33. … Ось чому хартія намагається знайти визначення «території, на якій використовується регіональна мова або мова меншини»

В українському (неофіційному) перекладі Пояснення в текст додано слово «поняття» (див. зображення), якого нема в оригіналі. Таким чином, в українській версії Пояснення мовиться вже не про «територію, на якій використовується мова меншини», а лише про «поняття території …». У законодавстві України визначення вказаних територій досі не існує.

Держави-члени, які підписали і ратифікували ЄХРМ — темно-зеленого кольору; ті, які підписали, але не ратифікували — світло-зеленого; ті, які не підписали і не ратифікували — білого; не члени Ради Європи — сірий.

### Визначення «нетериторіальних мов»
c. «Нетериторіальні мови» означає мови, якими користуються громадяни держави і які відрізняються від мови (мов), що використовується рештою населення держави, але які, незважаючи на їхнє традиційне використання в межах території держави, не можуть вважатися найбільш поширеними в межах конкретної місцевості цієї держави.
У Пояснювальній доповіді [Архівовано 1 червня 2001 у Wayback Machine.] до Хартії додається таке роз'яснення (параграф 36):

«Нетериторіальні мови» виключаються з категорії регіональних мов або мов меншин, тому що вони не мають територіальної бази. В інших відносинах, проте, вони відповідають визначенню, що міститься у Статті 1, пункті а, будучи мовами, які традиційно використовуються на території держави громадянами держави. Прикладами нетериторіальних мов є ідиш і ромська (циганська).

## Хартія в Україні
Хартію було ратифіковано Законом України від 24 грудня 1999 року № 1350-XIV «Про ратифікацію Європейської хартії регіональних мов або мов меншин, 1992 р.» з великою кількістю застережень. Водночас стаття 21 Хартії передбачає, що будь-яка держава під час підписання або здачі на зберігання своєї ратифікаційної грамоти чи свого документа про прийняття, затвердження або приєднання може заявити одне або декілька застережень до пунктів 2—5 статті 7 цієї Хартії. Інші застереження не дозволяються. В України застереження були буквально до всієї Хартії. Утім, закон втратив чинність не через це, а з процедурних питань — у зв'язку з визнанням його таким, що не відповідає Конституції України (є неконституційним) згідно з рішенням Конституційного Суду України від 12 липня 2000 року № 9-рп/2000.
Удруге Хартію ратифіковано Законом України від 15.05.2003 р. № 802-IV «Про ратифікацію Європейської хартії регіональних мов або мов меншин».

### Хартія та російська мова
На переговорах представники Віктора Ющенка і Віктора Януковича під час формальних консультацій з розв'язання політичної кризи 2007 року озвучили як один із пунктів пакета політичного компромісу Ющенка ухвалити нову редакцію «перекладу Європейської хартії регіональних мов або мов меншин», спрямовану на статус російської мови.
Апелюючи до Конституції України та Європейської хартії регіональних або міноритарних мов, місцеві ради Донецької, Запорізької, Харківської, Миколаївської, Луганської областей, а також Харкова, Севастополя, Дніпропетровська (нині Дніпро), Донецька й Луганська, попри протести представників виконавчої влади, прийняли рішення про надання на своїх територіях російській мові статусу регіональної. Фактично ж ішлося про те, що російська мова має замінити українську як мову діловодства та документації.
У підготовленому Міністерством юстиції України юридичному висновку щодо рішень обласних і міських рад стверджується, що місцеві ради порушили принцип законності, вийшовши за рамки своїх повноважень. Крім того, вважають експерти Мін'юсту, безпідставними є і посилання на Європейську хартію регіональних або міноритарних мов. По-перше, жодне положення хартії не дає підстави для визнання за певною мовою того чи іншого статусу. Це питання має вирішуватися спеціальними законами й не може бути предметом рішення місцевих органів. У хартії ж ідеться про певні охоронні заходи. І тому безпідставними є посилання на статтю 9 Конституції України, яка передбачає, що належним чином ратифіковані міжнародні договори є частиною українського законодавства. По-друге, наявний офіційний український переклад хартії, так само як і закон України про її ратифікацію, суперечить букві й духу автентичного документа, який Рада Європи пропонує для ратифікації своїм членам.
Так, ключовий термін minority language, який означає «міноритарна мова», ці обласні уряди неправильно переклали як «мова меншин», тоді як закон «Про ратифікацію Європейської хартії регіональних мов або мов меншин», ухвалений Верховною Радою 15 травня 2003 року, передбачає саме захист мов національних меншин. Іншою помилкою вказаних обласних рад є вирване з тексту тлумачення п. 11 Пояснювальної записки до Хартії, де зазначено:

«Метою Хартії є захист і підтримка регіональних мов або міноритарних мов, а не мовних меншин».
Оригінальний текст (англ.)
The charter sets out to protect and promote regional or minority languages, not linguistic minorities. For this reason emphasis is placed on the cultural dimension and the use of a regional or minority language in all the aspects of the life of its speakers. The charter does not establish any individual or collective rights for the speakers of regional or minority languages. Nevertheless, the obligations of the parties with regard to the status of these languages and the domestic legislation which will have to be introduced in compliance with the charter will have an obvious effect on the situation of the communities concerned and their individual members.

### Звіт України 2007 року
2007 року Україна представила початкову доповідь про виконання Хартії. Українська асоціація викладачів російської мови і літератури піддала звіт різкій критиці у своїй альтернативній доповіді. Альтернативний звіт також підготували народний депутат України Вадим Колесніченко та голова Правозахисної організації «Спільна мета» Руслан Бортнік. «Отчет о ситуации в Украине с правами языковых меньшинств, выполнением Европейской хартии региональных языков или языков меньшинств и проявлениями расизма и нетерпимости» у квітні 2007 року було направлено на розгляд європейським інституціям.

### Перша періодична доповідь Ради Європи 2008 року
Комітет експертів Комітету міністрів Ради Європи, що відповідає за підготовку періодичних доповідей з оцінкою імплементації Хартії країнами, які її ратифікували, вивчив звіт України та відвідав країну з робочим візитом. На основі цього, а також аналізу правових актів і зауважень від неурядових організацій і представників національних меншин, експерти підготували власний звіт. 27 листопада 2008 року Першу періодичну доповідь та рекомендації від Комітету експертів було затверджено Комітетом міністрів Ради Європи. Рада Європи опублікувала переклад доповіді англійською, французькою й українською мовами.